# J-XX (航空機)
J-XXは、中華人民共和国で開発中の第5世代ジェット戦闘機である。2000年代後半に瀋陽飛機公司と成都飛機公司の2社で行われた競争設計の結果、成都飛機の設計した殲 (J)-20が中国人民解放軍空軍に採用され、2017年3月に運用が開始された。
競作に敗れた瀋陽飛機も自社資金で第5世代戦闘機技術の検証機・鶻鷹（通称J-31）を製作して飛行テストを実施しており、こちらも後に輸出用戦闘機であるFC-31、そして空軍及び中国人民解放軍海軍の空母艦載機として採用された殲 (J)-35に発展している。

## 開発状況
中国空海軍は2010年以前に第5世代戦闘機(J-XX)のコンペティションを行い、成都飛機公司の案が採用された。
2009年11月11日、中国人民解放軍空軍副司令官の何為栄は空軍創立60周年の祝賀会で、中国が独自に開発している第5世代ジェット戦闘機が、近日中に試験飛行を行うことを発表した。実戦配備は8～10年後を予定しているとした。2010年の年末には、成都飛機製の殲(J)-20とされる機体の地上テスト中の画像が中国のネット上に流出し、2011年1月に初飛行が行われた。2012年9月には同様に瀋陽飛機製の殲(J)-31と推定される機体の画像がネット上に流出し、同年10月末に初飛行が行われた。

## 歴史
中国の指導的航空専門家であるリチャード・フィッシャーは、1989年に早くも中国空軍が第5世代戦闘機の調査を始めることを主張した。しかしながら、その願いはかなわず実際に第5世代戦闘機の研究が始まったのは90年代中頃だった。この問題は最初、開発がまだ初期段階の頃、アメリカ海軍諜報部により1997年に露見した。
2002年、英軍事誌『ジェーン・ディフェンス・ウィークリー』は新型戦闘機の研究開発の指揮に瀋陽飛機公司が選ばれたことを報告し、同週に英科学誌『ニュー・サイエンティスト』で報告された。しかしながら2006年の『ミリタリー・テクノロジー』は3つ計画のうち、J-12とJ-14が瀋陽飛機公司と成都飛機公司によって計画されていると言及した。
ジェーン・ディフェンス・ウィークリーのリポートによると、次世代戦闘機のエンジンと兵器一式を含むサブシステムの開発は進行中である。2枚の垂直尾翼をもつ双発機の風洞実験モデルの写真が記事とともに公表された。この記事本文においてこの機体は F-22 ラプターのように機体内部に兵器を搭載するだろうと言及された。ニュー・サイエンティストは、平面で構成されたデザインからF-117 ナイトホークになぞらえた。
ミリタリー・テクノロジーは後日、全く異なるデザインのJ-14の写真を掲載し、J-12とJ-13の名称がそれぞれ瀋陽と成都の設計した機体に与えられたと述べた。
アメリカ合衆国のロバート・ゲーツ国防長官による2009年7月報告報告書によると、国防総省は、中国が2020年から2025年の間に少数の第5世代を配備する、との予想をした。
2009年11月、中国人民解放軍空軍副司令官の何為栄により、第5世代ステルス戦闘機の研究開発は精力的に継続中であると確認された。成都と瀋陽により開発されている機体はまだ命名されてはいないが、次の10年の間に公開され、2020年までに配備されるだろうと何為栄は述べている。別のソースによると何為栄は8から10年の間に機体の配備を始めるとし、2017年から2019年のうちに配備される可能性が示唆された。
何為栄の主張について合衆国国防情報局は公式コメントで、「J-XXの初飛行は数年後になり、約10年間はJ-XXが有用な数で配備展開されることはないだろう」としている。アメリカ空軍と諜報部は、中国が第5世代戦闘機を製造するのに必要な情報と技術をもっていると信じていると述べた。

## コンペティション
2000年代に成都飛機と瀋陽飛機の2社で行われたコンペティションで求められたのは、長距離攻撃が可能な重戦闘機であり、両社の案もそれに沿った大型機であった。審査の方法は明らかでないが、飛行中の機体の目撃情報が確認されていないことと、地上で撮影されたモックアップとみられる機体の写真が残されていることから、YF-22/YF-23やX-32/X-35のような飛行な可能な機体を用いたものではなく、モックアップ段階での審査だったとみられる。瀋陽飛機案の大型ステルス機の性能は比較的良かったものの、航続距離と高速機動能力の面で不足があったとされる。成都飛機案はカナード、主翼、水平尾翼にV字翼を組み合わせたような形状であり機動性は優れていたが、構造の複雑化、超音速巡航時の抵抗増、ステルス性においての不利、機内容積の少なさなどのデメリットがあったとされる。コンペティションが行われた時期は明らかでないが、2005年の12月に軍幹部が瀋陽飛機を視察した際の写真には、J-20に似たカナード付きデルタ翼機の模型が写っており、この前後の時期に審査が行われたとみられる。

## J-20
J-20（殲-20）はJ-XXとして正式に採用された機体で、成都飛機工業公司が開発中。2010年の夏ごろから中国のネット上に名称とともに想像図やCG画像が出回っていたが、2010年の年末に非公式の軍事サイトに地上テスト中の画像が掲載され、世界的なニュースとなった。当初は画像の信憑性について疑問の声もあったが、2011年1月6日には、四川省成都の飛行場で、政府や軍関係者の立会いの下で地上滑走テストを行い、1月11日に初飛行に成功した。2017年3月に空軍での運用を開始したが、戦力化されるのは2020年代になってからと考えられている。

## J-31 (FC-31) 鶻鷹
鶻鷹（通称J-31）はJ-XXの競争設計に敗れた瀋陽飛機工業集団が自己資金で開発したステルス戦闘機技術の検証機で、J-XX案とは異なって中型の機体に纏められており、飛行可能な機体は1機のみが作られた。本機を原型とした輸出用戦闘機が計画されている。2012年の夏ごろから中国のネット上に画像が出回り始め、9月には地上テスト中の画像が確認され、10月31日に初飛行が行われた。2014年11月に開催された中国国際航空宇宙博覧会で一般公開され、輸出型の名称がFC-31であることも明らかにされた。